# The Counselor
The Counselor és una pel·lícula de suspens de 2013 dirigida per Ridley Scott. És protagonitzada per Cameron Diaz, Michael Fassbender, Penélope Cruz, Javier Bardem i Brad Pitt. També figuren al repartiment Édgar Ramírez, Bruno Ganz, Natalie Dormer, John Leguizamo i Rubén Blades, entre d'altres.

## Sinopsi
La història comença amb un home conegut només com "el conseller" (Michael Fassbender) i la seva xicota Laura (Penélope Cruz) tenint una trobada sexual al llit. En algun lloc de Mèxic, s'envasa cocaïna en barrils i s'oculta en un camió d'aigües residuals. El camió se l'emporta a l'altre costat de la frontera i l'emmagatzema en una planta de tractament d'aigües residuals. El conseller va a Amsterdam en el que ell diu que és un viatge de negocis, però en realitat és una reunió amb un comerciant de diamants (Bruno Ganz), amb la finalitat de comprar un anell de compromís per Laura. De tornada als Estats Units, el conseller li proposa matrimoni a Laura, i ella accepta. Més tard, el conseller assisteix a una festa en un àtic propietat de Reiner (Javier Bardem) i la seva xicota Malkina (Cameron Diaz). El conseller i Reiner tenen una llarga discussió, durant la qual Reiner afirma que el conseller no està aprofitant la seva posició de poder tant com podria.
Westray (Brad Pitt) li adverteix al conseller sobre com participar en aquest acord, dient que els càrtels mexicans no tenen pietat, sobretot amb els advocats. Més tard, el conseller visita a un dels seus clients, una interna d'una presó anomenada Ruth (Rosie Perez), qui està sent jutjada per assassinat. El fill de Ruth és motorista i membre d'un càrtel d'alt nivell conegut com "el Avispón Verde", recentment detingut per excés de velocitat. El conseller es compromet a pagar la fiança de Ruth. Malkina empra a "the Wireman" (Sam Spruell) per robar la droga. Aquest ho fa decapitant al motorista amb un filferro de costat a costat de la carretera. Després de recollir el component que permetrà que el camió de les aigües residuals arrencada, the Wireman condueix a la planta de tractament d'aigües residuals, on roba el camió que contenia la cocaïna. En assabentar-se d'aquest incident, Westray crida al conseller per a notificar-li que el Avispón Verde està mort i que la cocaïna ha estat robada.
El càrtel ha trobat que ell va rescatar l'Avispón Verde, que apareix de moment com a sospitós. El conseller demana ajuda a Reiner, però només aconsegueix que Reiner li digui que el seu destí està segellat. A Texas, els dos membres del càrtel es fan passar per agents de la policia per a tirar a the Wireman i el seu còmplice. Un tiroteig es produeix quan el còmplice dispara i mata a un dels "policies" i fereix a un altre. El membre del càrtel ferit aconsegueix matar al còmplice i a the Wireman, disparant accidentalment al camió d'aigües residuals i matant a un automobilista que va de pas. Reiner és assassinat accidentalment per membres del càrtel en intentar capturar-lo, i Laura és segrestada al mateix temps. En un últim esforç, el conseller contacta al Jefe (Rubén Blades), un membre d'alt rang del càrtel, per obtenir informació sobre el parador de Laura, Reiner i Westray. El Jefe l'informa el Conseller que visqui amb les decisions que ell ha pres, fins i tot rebutjant la seva oferta de canviar-se per Laura.
Després que el camió és reparat i el membre del càrtel ferit és atès, es dirigeix a la ubicació de la reunió en què el comprador (Dean Norris) aconsegueix la seva cocaïna. El Conseller es remunta a Mèxic, amb l'esperança de trobar a Laura. Un paquet es llisca sota la porta de la seva habitació d'hotel. L'obre i troba un DVD amb "Hola!" escrit en el costat. El Conseller s'enfonsa per complet, en gran manera implicant que és un vídeo snuff de Laura del càrtel. El cos decapitat de Laura és llançat a un abocador. Mentrestant, l'esforç fallit de Malkina per robar les drogues significa que ella és els diners que vol. Ella enganya a Westray a Londres, contracta a una dona (Natalie Dormer), el sedueix i roba les seves claus bancàries. Ella llavors assassina brutalment Westray per aconseguir la seva computadora i accedir al compte. Malkina després es troba amb el seu banquer (Goran Višnjić) en un restaurant car. Parlen de com ha d'usar els seus diners. Ella l'informa que ell està per sobre del seu cap i que ha de sortir del negoci perquè, si calgués, seria prescindible. Decideixen demanar el menjar i la pel·lícula acaba amb ella dient: "Em moro de fam".

## Repartiment
- Michael Fassbender com "El conseller".
- Cameron Diaz com Malkina.
- Javier Bardem com Reiner.
- Penélope Cruz com Laura.
- Brad Pitt com Westray.
- Édgar Ramírez com Sacerdot.
- Dean Norris com Comprador.
- John Leguizamo com Coverall Man Randy.
- Goran Višnjić com Banker.
- Rosie Perez com Ruth.
- Natalie Dormer com Rossa.
- Alex Hafner com Highwayman.
- Bruno Ganz com Diamond Dealer.
- Daniel Holguín com Driver.
- Christopher Obi com Guardaespatlles de Malkina.
- Rubén Blades com Jefe.
- Carlos Julio Molina (DJ 13) com Treballador.